# Forkersberg
Forkersberg (česky doslovně Vidlářův vrch) je 394 m vysoký vrch na území města Neustadt in Sachsen (místní část Polenz) v zemském okrese Saské Švýcarsko-Východní Krušné hory v Sasku.

## Charakteristika
Vrch leží v německé části Šluknovské pahorkatiny (Lausitzer Bergland) a její mesogeochoře Západní hornolužická vrchovina (Westliches Oberlausitzer Bergland). Svou polohou je nejzápadnějším pojmenovaným vrcholem Šluknovské pahorkatiny. Geologické podloží tvoří dvojslídý hybridní granodiorit, kterým prostupují žíly doleritu (diabasu) a andezitu. Převládajícím půdním typem je podzolová kambizem doplněná o koluvizem. Přes jižní svah protéká Loßbach; celý vrch náleží k povodí Polenze, jež je pravým přítokem Labe, a k úmoří Severního moře. Většina vrchu je zemědělsky využívána, přes vrchol se však táhne pás smíšeného lesa. Po jižním svahu prochází železniční trať Neustadt in Sachsen – Dürrröhrsdorf.